# توماس ويلت
توماس ويلت هو تاجر وسياسي أمريكي، ولد في 1605 في Barley, Hertfordshire ‏ في المملكة المتحدة، وتوفي في 29 أغسطس 1674 في Swansea, Massachusetts ‏ في الولايات المتحدة. انتخب عمدة مدينة نيويورك (1667 – 1668) وانتخب عمدة مدينة نيويورك (1665 – 1666).